# Коробко Дмитро Борисович
Коробко Дмитро Борисович (народився 20 листопада 1971 року, м. Берислав Херсонської області, Україна) — кандидат фармацевтичних наук (1996 р.), доцент (2004 р.), декан фармацевтичного факультету Тернопільського національного медичного університету імені І. Я. Горбачевського МОЗ України.

## Життєпис
Коробко Дмитро Борисович народився 20 листопада 1971 року в місті Берислав Херсонської області в сім'ї інженерів. Дмитро Коробко — кандидат фармацевтичних наук (1996 р.), доцент (2004 р.), декан фармацевтичного факультету Тернопільського національного медичного університету імені І. Я. Горбачевського МОЗ України (від серпня 2013 р.).
У 1989 році закінчив Бериславську середню школу № 3 з «золотою» медаллю.
У 1994 році закінчив навчання на фармацевтичному факультеті Запорізького медичного інституту за спеціальністю «Фармація», отримавши диплом «з відзнакою».
З грудня 1994 року зарахований в очну аспірантуру при кафедрі фармацевтичної хімії Запорізького державного медичного університету.
З листопада 1996 року працював на посаді асистента кафедри фармацевтичної хімії Запорізького державного медичного університету.
З листопада 2002 року обраний на посаду старшого викладача цієї ж кафедри.
З серпня 2003 року прийнятий на посаду доцента кафедри фармацевтичної, аналітичної і токсикологічної хімії Тернопільської державної медичної академії імені І. Я. Горбачевського.
З грудня 2003 року обраний на посаду доцента кафедри фармацевтичної, аналітичної і токсикологічної хімії цієї ж академії.
З грудня 2008 року обраний на посаду доцента кафедри фармацевтичної хімії Тернопільського державного медичного університету імені І. Я. Горбачевського.
З серпня 2013 року переведений на посаду декана фармацевтичного факультету ДВНЗ «Тернопільський державний медичний університет імені І. Я. Горбачевського МОЗ України» з одночасним суміщенням посади завідувача кафедри фармацевтичної хімії (2013—2014 навчальний рік).
З січня 2015 року обраний на посаду декана фармацевтичного факультету ДВНЗ «Тернопільський державний медичний університет імені І. Я. Горбачевського МОЗ України».
З січня 2020 року повторно обраний на посаду декана фармацевтичного факультету Тернопільського національного медичного університету імені І. Я. Горбачевського МОЗ України.
Крім того, в період з липня 2004 по лютий 2005 рр. та з червня 2006 по грудень 2012 рр. виконував обов'язки заступника декана фармацевтичного факультету Тернопільського державного медичного університету імені І. Я. Горбачевського. З січня по серпень 2013 р. був помічником першого проректора ДВНЗ «Тернопільський державний медичний університет імені І. Я. Горбачевського МОЗ України».
Дмитро Коробко є членом науково-методичної комісії 11 з охорони здоров'я та соціального забезпечення підкомісії 226 Фармація, промислова фармація сектору вищої освіти Науково-методичної ради Міністерства освіти і науки України.
Дмитро Коробко — голова атестаційної комісії з атестації провізорів та фармацевтів при Державній службі з лікарських засобів та контролю за наркотиками у Хмельницькій області.

## Наукова діяльність
У 1996 році захистив дисертацію на здобуття наукового ступеня кандидата фармацевтичних наук за спеціальністю 15.00.05 — фармацевтична хімія та фармакогнозія. Тема дисертації: «Синтез, свойства и биологическая активность некоторых 7,8-дизамещенных теофиллина» (Запоріжжя). Науковий керівник – д-р фарм. наук, проф., академік АНТК України І. А. Мазур.
У 2004 році присвоєно вчене звання доцента.
Наукові інтереси — цілеспрямований пошук нових біологічно активних речовин в ряду 7,8-дизаміщених теофіліну (синтез оригінальних сполук, встановлення їх структури з використанням комплексу сучасних спектральних методів аналізу, фармакологічний скринінг в дослідах in vitro та in vivo, QSAR-аналіз тощо).
Індекс Хірша (h-індекс) становить 10.
Під керівництвом Дмитра Коробка захищено десять магістерських та двадцять п'ять дипломних робіт.
Дмитро Коробко є членом редакційної колегії науково-практичного журналу «Здобутки клінічної і експериментальної медицини».

## Доробок
Автор і співавтор понад 170 наукових та навчально-методичних праць, серед них 1 монографія, 12 патентів на корисну модель, близько 40 наукових та навчально-методичних статей.

## Відзнаки
- Грамота Тернопільської обласної ради, 2016 рік
- Грамота Тернопільської обласної державної адміністрації, 2017 рік
- Подяка Міністерства освіти і науки України, 2017 рік